# Amoudatou Ahlonsou
Amoudatou Ahlonsou est une femme politique béninoise. 

## Biographie
Amoudatou Ahlonsou est députée de la 5e législature du Bénin et membre du Parti du renouveau démocratique (PRD),. Elle est la veuve de Gbadamassi.